# Campionati nordici di lotta 1991
I campionati nordici di lotta 1991 si sono svolti a Varberg, in Svezia, il 6 aprile 1991. 

## Podi

### Lotta greco-romana
| Evento        | Oro              | Argento              | Bronzo              |
| Fino a 48 kg  | Jaakko Pevra     | Anders Hammer        | Jim Stenlund        |
| Fino a 52 kg  | Tero Katajisto   | Sandor Csergoe       | Kimmo Itvola        |
| Fino a 57 kg  | Peter Stjernberg | Ismo Kamesaki        | Robert Olsson       |
| Fino a 62 kg  | Petteri Meskanen | Ari Pekka Haerkaenen | Mikael Lindgren     |
| Fino a 68 kg  | Terje Nord       | Lars Lagerborg       | Sakari Kaakkolahti  |
| Fino a 74 kg  | Peter Puls       | Torbjörn Kornbakk    | Anders Magnusson    |
| Fino a 82 kg  | Oerjan Jansson   | Tuomo Karila         | Seppo Salomaeki     |
| Fino a 90 kg  | Timo Niemi       | Mikael Ljungberg     | Stig Kleven         |
| Fino a 100 kg | Jörgen Olsson    | Jukka Hellgren       | Sven Erik Martinsen |
| Oltre 100 kg  | Tomas Johansson  | Keijo Manni          | Henrik Thomsen      |